# Рауш, Константин Викторович
Константи́н Ви́кторович Ра́уш (нем. Konstantin Rausch; род. 15 марта 1990, Кожевниково, Томская область) — немецкий и российский футболист, защитник и полузащитник.

## Биография
Родился в селе Кожевниково Томской области в семье российских немцев. Когда ему было шесть лет, семья эмигрировала из России в Германию. Поселившись с родителями в Целле (Нижняя Саксония), начал играть в футбол. Он присоединился к футбольной академии клуба «Лахендорф», в которой пробыл в течение шести лет. Когда ему было двенадцать, Константин перебрался в другую молодёжную академию при клубе «Нинхаген», но там он долго не задержался — уже через два года он прошёл просмотр в профессиональном клубе «Ганновер», который выступал в Бундеслиге. Именно там он уже и остался до своего совершеннолетия, а в 2008 году «Ганновер 96» предложил ему профессиональный контракт, который он подписал.

## Клубная карьера

### «Ганновер 96»
В «Ганновер 96» он первое время выступал за дубль, пока клуб не покинул основной левый защитник, а его сменщик не оказался травмирован. С сезона 2007/08 играл за первую команду клуба. В марте 2008 года Рауш стал всё чаще попадать в стартовый состав. Вскоре он закрепился в основе клуба. В течение пяти лет защищал цвета «Ганновера», но в 2013 году, когда контракт с клубом подошел к концу, решил попробовать себя на новом месте.

### «Штутгарт»
5 мая 2013 года Рауш подписал контракт со «Штутгартом» до 2016 года. В «Штутгарте» быстро стало понятно, что игрок не подходит системе клуба. Он начал всё реже и реже попадать в основной состав, оставаясь на скамейке запасных. В итоге он даже не ездил с командой на выездные матчи, так как не попадал в заявки на игры. В 2015 году Рауш был отправлен выступать за дубль, так как больше не соответствовал уровню команды. В результате за «Штутгарт» сыграл только 25 матчей, в которых отличился двумя голами. За дубль отыграл восемь матчей, забив два мяча. По окончании контракта покинул клуб.

### «Дармштадт 98»
В 2015 году перешёл в клуб-дебютант Бундеслиги «Дармштадт 98». Рауш получил доверие тренера и место в основе. За сезон 2015/16 он появился на поле 31 раз, забив два гола. «Дармштадт» завершил год на 14-м месте.

### «Кёльн»
25 мая 2016 года Рауш перешёл в «Кёльн». Срок контракта с «Дармштадтом» истекал 30 июня, поэтому своему новому клубу он достался бесплатно. В начале сезона получил травму спины, поэтому пропустил первые три игры. Однако на четвертую он уже вышел на замену и сразу же отдал голевую передачу. В следующем матче он уже оказался в основе и снова отметился передачей. 27 ноября 2017 года Константин продлил контракт с «Кёльном» до лета 2021 года.

### «Динамо» Москва
21 января 2018 года было объявлено о переходе Рауша в московское «Динамо». Немецкий клуб получил за трансфер 1,5 миллиона евро. 27 января провёл первую тренировку с командой. 4 марта в матче 21-го тура против «Уфы» (1:1) дебютировал за клуб. 3 ноября в матче с ЦСКА получил вторую жёлтую карточку за фол на Иване Облякове и был удалён.
19 декабря 2020 года в связи с окончанием контракта с «Динамо», покинул московский клуб.

### «Нюрнберг»
С 2021 по 2022 годы выступал за «Нюрнберг».
29 августа 2022 года объявил о завершении спортивной карьеры.

## Карьера в сборных

### Сборная Германии
В ноябре 2005 года Рауш впервые был вызван в молодёжную сборную Германии. В составе юношеской сборной Германии провёл все игры на «бронзовом» чемпионате мира 2007 года, кроме встречи с Тринидадом и Тобаго, пропущенной из-за дисквалификации. В том же году получил серебряную медаль Фрица Вальтера как второй среди лучших игроков Германии в своём возрасте. Играл за молодёжную сборную Германии, однако, по его словам, выражал желание играть и за сборную России в случае приглашения.

### Сборная России
В 2015 году получил паспорт России, гражданство которой не утрачивал, так как эмигрировал в Германию уже после распада СССР и от гражданства не отказывался (для немецких репатриантов это делать не обязательно).
16 августа 2017 года попал в расширенный состав сборной России для участия в учебно-тренировочном сборе в Новогорске.
27 сентября 2017 года ФИФА дала официальное разрешение выступать в официальных матчах за российскую команду. 7 октября дебютировал в сборной России в товарищеском матче против Южной Кореи, выйдя на замену на 64-й минуте вместо Юрия Жиркова. Однако в заявку на домашний чемпионат мира не попал.
Всего сыграл 9 матчей за сборную России.

#### Матчи за сборную России
| № | Дата             | Оппонент         | Счёт | Голы Рауша | Соревнование       |
| 1 | 7 октября 2017   | Республика Корея | 4:2  | —          | Товарищеский матч  |
| 2 | 10 октября 2017  | Иран             | 1:1  | —          | Товарищеский матч  |
| 3 | 11 ноября 2017   | Аргентина        | 0:1  | —          | Товарищеский матч  |
| 4 | 14 ноября 2017   | Испания          | 3:3  | —          | Товарищеский матч  |
| 5 | 27 марта 2018    | Франция          | 1:3  | —          | Товарищеский матч  |
| 6 | 7 сентября 2018  | Турция           | 2:1  | —          | Лига наций 2018/19 |
| 7 | 10 сентября 2018 | Чехия            | 5:1  | —          | Товарищеский матч  |
| 8 | 11 октября 2018  | Швеция           | 0:0  | —          | Лига наций 2018/19 |
| 9 | 15 ноября 2018   | Германия         | 0:3  | —          | Товарищеский матч  |

Итого: 9 матчей / 0 голов; 3 победы, 3 ничьи, 3 поражения.

## Достижения

### Командные
Как игрока сборной Германии:
- Чемпионат мира (юноши до 17 лет):
  - Бронзовый призёр: 2007

### Личные
Как игрока сборной Германии:
- Серебряная медаль Фрица Вальтера: 2007 (юноши до 17 лет)